# Heavy jet
Een vliegtuig wordt aangemerkt als een Heavy als zijn maximaal toegestaan startgewicht 136.000 kg of meer bedraagt. De terminologie wordt gebruikt om de luchtverkeersleiding en andere vliegtuigen te attenderen op de grotere vereiste onderlinge afstand achter een dergelijk vliegtuig vanwege sterke zogturbulentie.
N.b. De Boeing 757 heeft een lager maximaal startgewicht dan 136 ton maar wordt vanwege de sterke zogturbulentie die hij veroorzaakt door de luchtverkeersleiding toch afgehandeld als een heavy.

## Super
Met de komst van de Airbus A380 werd ook een nieuwe categorie toegevoegd in de luchtvaart, namelijk Super om aan te geven aan het andere luchtverkeer dat er zeer sterke zogturbulentie kan voorkomen in de lucht direct achter dit vliegtuig.
De term heavy of super wordt toegevoegd aan de roepnaam in de radiotelefonie met de verkeersleiding, bijvoorbeeld "Klm 643 heavy"